# Championnat de Formule 2 2022
Navigation
2021 2023
Le championnat de Formule 2 2022 est la sixième édition du championnat qui succède aux GP2 Series. Les quatre premières éditions ont été organisées de 2009 à 2012. Comportant 28 courses réparties en 14 manches, il démarre le 18 mars à Sakhir et se termine le 20 novembre à Abou Dabi.

## Repère en début de saison

### Changement de régulation sportive
Le weekend de course retrouve un format similaire aux saisons d'avant 2021 avec une seule course le samedi (Sprint), la grille étant toujours formée en inversant les dix meilleurs pilotes des qualifications, tandis que la course du dimanche débute dans l'ordre des qualifications.
Le format d'attribution des points est modifié. Les points de la pole position et du meilleur tour sont divisés par deux (la pole position passe ainsi à 2 points et le meilleur tour à 1 point). Pour la course Sprint, les huit premiers pilotes classés se verront attribuer respectivement 10, 8, 6, 5, 4, 3, 2 et 1 points. Quant à la course principale du dimanche, l'allocation pour les 10 premiers reste inchangée à savoir : 25, 18, 15, 12, 10, 8, 6, 4, 2 et 1 points.

### Écuries
- HWA Racelab est remplacé par Van Amersfoort Racing qui fait ses débuts dans la discipline[3].

### Pilotes

#### Transferts
- Marino Sato quitte Trident pour rejoindre Virtuosi Racing[4].
- Felipe Drugovich quitte Virtuosi pour rejoindre MP Motorsport[5].
- Jehan Daruvala quitte Carlin pour rejoindre Prema Racing[6].
- Liam Lawson quitte Hitech pour rejoindre Carlin[7].
- Jake Hughes quitte HWA Racelab pour rejoindre Van Amersfoort Racing[8].
- Marcus Armstrong quitte DAMS pour rejoindre Hitech Grand Prix[9].
- Richard Verschoor quitte MP Motorsport pour rejoindre Trident[10].

#### Débutants
- Dennis Hauger, champion en titre de Formule 3 FIA, fait ses débuts chez Prema Racing[6].
- Jack Doohan, deuxième de Formule 3 FIA et ayant participé aux deux derniers meetings de Formule 2 en 2021, fait ses débuts chez Virtuosi Racing[4].
- Clément Novalak, troisième de Formule 3 FIA et ayant participé aux deux derniers meetings de Formule 2 en 2021, fait ses débuts chez MP Motorsport[11].
- Frederik Vesti, quatrième de Formule 3 FIA, fait ses débuts chez ART Grand Prix[12].
- Logan Sargeant, septième de Formule 3 FIA et ayant participé à l’avant dernier meeting de Formule 2 en 2021, fait ses débuts chez Carlin[13].
- Olli Caldwell, huitième de Formule 3 FIA et ayant participé à l’avant dernier meeting de Formule 2 en 2021, fait ses débuts chez Campos Racing[14].
- Cem Bölükbaşı, cinquième de l'Euroformula Open, fait ses débuts chez Charouz Racing[15].
- Ayumu Iwasa, douzième de Formule 3 FIA, fait ses débuts chez DAMS[16].
- Calan Williams, dix-neuvième de Formule 3 FIA, fait ses débuts chez Trident[17].
- Amaury Cordeel, vingt-troisième de Formule 3 FIA, fait ses débuts chez Van Amersfoort Racing[18].

#### Départs
- Zhou Guanyu quitte la Formule 2 après cinq victoires et vingt podiums pour rejoindre Alfa Romeo[19].
- Oscar Piastri quitte la Formule 2 après six victoires et onze podiums pour rejoindre Alpine F1 Team en tant que pilote réserviste[20].
- Dan Ticktum quitte la Formule 2 après trois victoires et onze podiums pour rejoindre NIO 333 Racing en Formule E.
- Christian Lundgaard quitte la Formule 2 après deux victoires et neuf podiums pour rejoindre Rahal Letterman Lanigan Racing en IndyCar Series.
- Robert Shwartzman quitte la Formule 2 après six victoires et quatorze podiums.
- Guilherme Samaia quitte la Formule 2 après deux saisons.
- Lirim Zendeli quitte la Formule 2 après une saison.
- Bent Viscaal quitte la Formule 2 après une saison.
- Alessio Deledda quitte la Formule 2 après une saison.
- Gianluca Petecof quitte la Formule 2 après deux manches.
- Matteo Nannini quitte la Formule 2 après trois manches.
- Jack Aitken quitte la Formule 2.

## Écuries et pilotes
Toutes les écuries disposent de châssis Dallara F2/18 équipés de moteurs Mecachrome V6 et chaussés de pneumatiques Pirelli 18 pouces.
| Équipe                | N° | Pilote             | Manches     |
| --------------------- | -- | ------------------ | ----------- |
| Prema Racing          | 1  | Dennis Hauger      | Toutes      |
| Prema Racing          | 2  | Jehan Daruvala     | Toutes      |
| Virtuosi Racing       | 3  | Jack Doohan        | Toutes      |
| Virtuosi Racing       | 4  | Marino Sato        | Toutes      |
| Carlin                | 5  | Liam Lawson        | Toutes      |
| Carlin                | 6  | Logan Sargeant     | Toutes      |
| Hitech Grand Prix     | 7  | Marcus Armstrong   | Toutes      |
| Hitech Grand Prix     | 8  | Jüri Vips          | Toutes      |
| ART Grand Prix        | 9  | Frederik Vesti     | Toutes      |
| ART Grand Prix        | 10 | Théo Pourchaire    | Toutes      |
| MP Motorsport         | 11 | Felipe Drugovich   | Toutes      |
| MP Motorsport         | 12 | Clément Novalak    | Toutes      |
| Campos Racing         | 14 | Olli Caldwell      | 1-10, 12-14 |
| Campos Racing         | 14 | Lirim Zendeli      | 11          |
| Campos Racing         | 15 | Ralph Boschung     | 1-7, 11-14  |
| Campos Racing         | 15 | Roberto Merhi      | 8-10        |
| DAMS                  | 16 | Roy Nissany        | 1-12, 14    |
| DAMS                  | 16 | Luca Ghiotto       | 13          |
| DAMS                  | 17 | Ayumu Iwasa        | Toutes      |
| Trident               | 20 | Richard Verschoor  | Toutes      |
| Trident               | 21 | Calan Williams     | 1-13        |
| Trident               | 21 | Zane Maloney       | 14          |
| Charouz Racing System | 22 | Enzo Fittipaldi    | Toutes      |
| Charouz Racing System | 23 | Cem Bölükbaşı      | 1-2, 4-10   |
| Charouz Racing System | 23 | David Beckmann     | 3           |
| Charouz Racing System | 23 | Tatiana Calderón   | 11-14       |
| Van Amersfoort Racing | 24 | Jake Hughes        | 1-8         |
| Van Amersfoort Racing | 24 | David Beckmann     | 9-13        |
| Van Amersfoort Racing | 24 | Juan Manuel Correa | 14          |
| Van Amersfoort Racing | 25 | Amaury Cordeel     | 1-6, 8-14   |
| Van Amersfoort Racing | 25 | David Beckmann     | 7           |

## Résultats des tests de pré-saison
De courts essais ont lieu à Yas Marina dans la foulée du dernier Grand Prix de la saison 2021, sur deux jours (16 et 17 décembre).
| Date     | Lieu               | Circuit              | Pilote le plus rapide | Équipe        | Tour le plus rapide |
| -------- | ------------------ | -------------------- | --------------------- | ------------- | ------------------- |
| 2 mars   | Sakhir, Bahreïn    | Circuit de Sakhir    | Jehan Daruvala        | Prema Racing  | 1 min 42 s 074      |
| 3 mars   | Sakhir, Bahreïn    | Circuit de Sakhir    | Liam Lawson           | Carlin        | 1 min 41 s 623      |
| 4 mars   | Sakhir, Bahreïn    | Circuit de Sakhir    | Felipe Drugovich      | MP Motorsport | 1 min 44 s 911      |
| 12 avril | Barcelone, Espagne | Circuit de Barcelone | Ralph Boschung        | Campos Racing | 1 min 27 s 929      |
| 13 avril | Barcelone, Espagne | Circuit de Barcelone | Roy Nissany           | DAMS          | 1 min 28 s 812      |
| 14 avril | Barcelone, Espagne | Circuit de Barcelone | Felipe Drugovich      | MP Motorsport | 1 min 27 s 529      |

## Calendrier
| no | Date           | Grand Prix                    | Lieu              |
| -- | -------------- | ----------------------------- | ----------------- |
| 1  | 18-20 mars     | Grand Prix de Bahreïn         | Sakhir            |
| 2  | 25-27 mars     | Grand Prix d'Arabie saoudite  | Djeddah           |
| 3  | 22-24 avril    | Grand Prix d'Émilie-Romagne   | Imola             |
| 4  | 20-22 mai      | Grand Prix d'Espagne          | Barcelone         |
| 5  | 27-29 mai      | Grand Prix de Monaco          | Monaco            |
| 6  | 10-12 juin     | Grand Prix d'Azerbaïdjan      | Bakou             |
| 7  | 1er-3 juillet  | Grand Prix de Grande-Bretagne | Silverstone       |
| 8  | 8-10 juillet   | Grand Prix d'Autriche         | Red Bull Ring     |
| 9  | 22-24 juillet  | Grand Prix de France          | Le Castellet      |
| 10 | 29-31 juillet  | Grand Prix de Hongrie         | Hungaroring       |
| 11 | 26-28 août     | Grand Prix de Belgique        | Spa-Francorchamps |
| 12 | 2-4 septembre  | Grand Prix des Pays-Bas       | Zandvoort         |
| 13 | 9-11 septembre | Grand Prix d'Italie           | Monza             |
| 14 | 18-20 novembre | Grand Prix d'Abou Dabi        | Yas Marina        |

## Résultats
| Manche | Manche | Circuit           | Pole position    | Meilleur tour     | Pilote vainqueur  | Écurie gagnante   |
| ------ | ------ | ----------------- | ---------------- | ----------------- | ----------------- | ----------------- |
| 1      | S      | Sakhir            |                  | Amaury Cordeel    | Richard Verschoor | Trident           |
| 1      | C      | Sakhir            | Jack Doohan      | Jüri Vips         | Théo Pourchaire   | ART Grand Prix    |
| 2      | S      | Djeddah           |                  | Jüri Vips         | Liam Lawson       | Carlin            |
| 2      | C      | Djeddah           | Felipe Drugovich | Jack Doohan       | Felipe Drugovich  | MP Motorsport     |
| 3      | S      | Imola             |                  | Jüri Vips         | Marcus Armstrong  | Hitech Grand Prix |
| 3      | C      | Imola             | Jüri Vips        | Jehan Daruvala    | Théo Pourchaire   | ART Grand Prix    |
| 4      | S      | Barcelone         |                  | Felipe Drugovich  | Felipe Drugovich  | MP Motorsport     |
| 4      | C      | Barcelone         | Jack Doohan      | Jack Doohan       | Felipe Drugovich  | MP Motorsport     |
| 5      | S      | Monaco            |                  | Jack Doohan       | Dennis Hauger     | Prema Racing      |
| 5      | C      | Monaco            | Felipe Drugovich | Richard Verschoor | Felipe Drugovich  | MP Motorsport     |
| 6      | S      | Bakou             |                  | Dennis Hauger     | Frederik Vesti    | ART Grand Prix    |
| 6      | C      | Bakou             | Jüri Vips        | Jüri Vips         | Dennis Hauger     | Prema Racing      |
| 7      | S      | Silverstone       |                  | Ayumu Iwasa       | Jack Doohan       | Virtuosi Racing   |
| 7      | C      | Silverstone       | Logan Sargeant   | David Beckmann    | Logan Sargeant    | Carlin            |
| 8      | S      | Red Bull Ring     |                  | Felipe Drugovich  | Marcus Armstrong  | Hitech Grand Prix |
| 8      | C      | Red Bull Ring     | Frederik Vesti   | Jack Doohan       | Logan Sargeant    | Carlin            |
| 9      | S      | Le Castellet      |                  | Liam Lawson       | Liam Lawson       | Carlin            |
| 9      | C      | Le Castellet      | Logan Sargeant   | Felipe Drugovich  | Ayumu Iwasa       | DAMS              |
| 10     | S      | Hungaroring       |                  | Richard Verschoor | Jack Doohan       | Virtuosi Racing   |
| 10     | C      | Hungaroring       | Ayumu Iwasa      | Dennis Hauger     | Théo Pourchaire   | ART Grand Prix    |
| 11     | S      | Spa-Francorchamps |                  | Liam Lawson       | Liam Lawson       | Carlin            |
| 11     | C      | Spa-Francorchamps | Felipe Drugovich | Jehan Daruvala    | Jack Doohan       | Virtuosi Racing   |
| 12     | S      | Zandvoort         |                  | Felipe Drugovich  | Marcus Armstrong  | Hitech Grand Prix |
| 12     | C      | Zandvoort         | Felipe Drugovich | Frederik Vesti    | Felipe Drugovich  | MP Motorsport     |
| 13     | S      | Monza             |                  | Dennis Hauger     | Jüri Vips         | Hitech Grand Prix |
| 13     | C      | Monza             | Jack Doohan      | Richard Verschoor | Jehan Daruvala    | Prema Racing      |
| 14     | S      | Yas Marina        |                  | Liam Lawson       | Liam Lawson       | Carlin            |
| 14     | C      | Yas Marina        | Ayumu Iwasa      | Clément Novalak   | Ayumu Iwasa       | DAMS              |

## Classements

### Système de points
Les points de la course principale sont attribués aux 10 premiers pilotes classés, tandis que les points de la course sprint sont attribués aux 8 premiers pilotes classés. La pole position de la course principale rapporte 2 points, et dans chaque course, 1 point est attribué pour le meilleur tour en course réalisé par un pilote finissant dans le top 10. Ce système d'attribution des points est utilisé pour chaque manche du championnat.
Les qualifications déterminent l'ordre de départ de la course principale (course 2). L'ordre de départ de la course sprint est déterminé selon l'ordre des qualifications avec les dix premiers pilotes inversés.
Course principale :
| Position | 1er | 2e | 3e | 4e | 5e | 6e | 7e | 8e | 9e | 10e | Pole | MT |
| Points   | 25  | 18 | 15 | 12 | 10 | 8  | 6  | 4  | 2  | 1   | 2    | 1  |

Course sprint :
| Position | 1er | 2e | 3e | 4e | 5e | 6e | 7e | 8e | MT |
| Points   | 10  | 8  | 6  | 5  | 4  | 3  | 2  | 1  | 1  |